# Rudolfsvilla

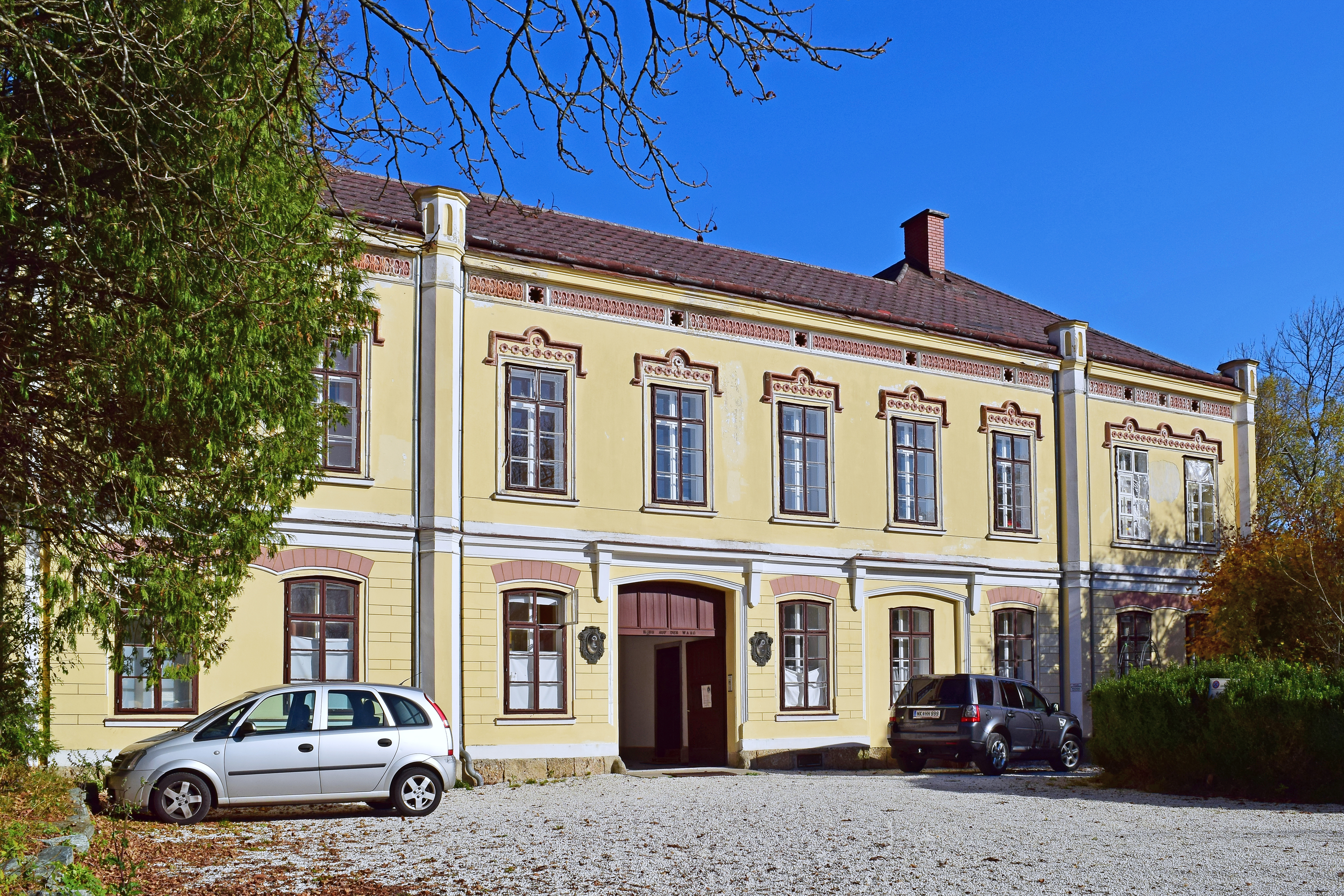
Die Rudolfsvilla in Reichenau an der Rax

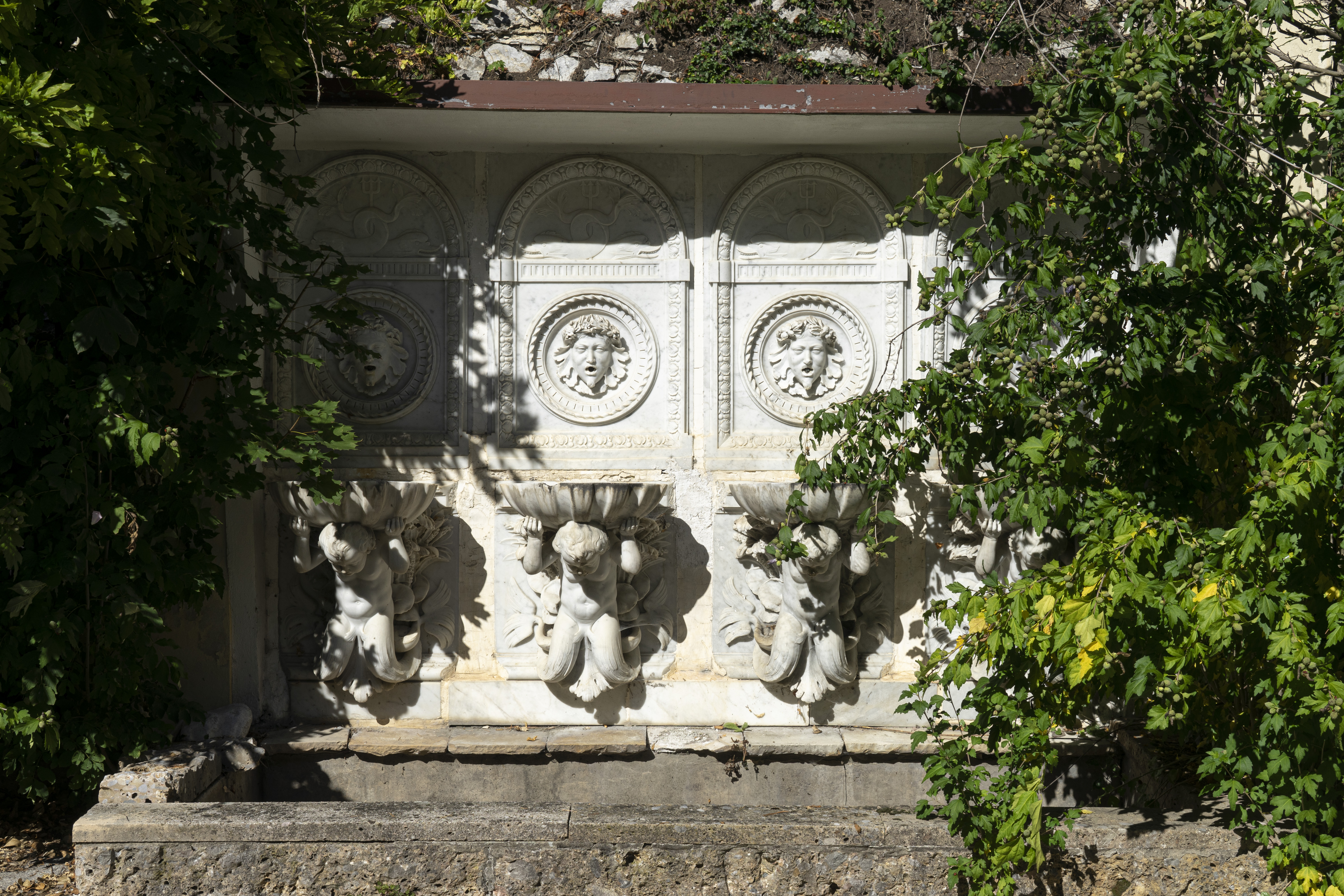
Marmorbrunnen im Innenhof

Die Rudolfsvilla steht in der Thalhofstraße 6 in der Marktgemeinde Reichenau an der Rax im Bezirk Neunkirchen in Niederösterreich.

## Geschichte
Mit der Eröffnung der Südbahn (von Wien bis Gloggnitz ab dem 5. Mai 1842) wurde das Semmeringgebiet bevorzugte Sommerfrische. Als Unterkunftsmöglichkeit wurde 1856/1857 die schlossartige Villa an der Stelle vom ehemaligen Haus an der Waag nach den Plänen des Architekten Anton Hefft für Johann M. Waißnix und Alois Waißnix errichtet.
Von 1859 bis 1864 wurde die Villa von Kaiser Franz Joseph I. angemietet, welcher von dort Jagden ins Raxgebiet unternahm. Teils war auch die Kaiserin Elisabeth von Österreich-Ungarn anwesend, was zur Namensgebung „Sisi-Schloss“ führte. Es war der Sommeraufenthalt von Kronprinz Rudolf und der Erzherzogin Gisela. Von 1867 bis 1869 wohnte hier Erzherzog Carl Ludwig.
Ab 1870 diente die Villa als Dependance der Kaltwasser-Heilanstalt, welche 1866 gleichfalls nach den Plänen des Architekten Anton Hefft errichtet worden ist und 1969 demoliert wurde.
Die Geschichte des Hauses wird in einer Ausstellung gezeigt.

## Architektur
Die Dreiseitanlage in Formen des Romantischen Historismus mit Elementen der Tudor-Gotik steht oberhalb der Schwarza in einer gestalteten Parkanlage des Vorgängerbaues. Die Fassade der zweigeschoßigen Villa ist mit schmalen polygonalen Pfeilern und mit einem Fries aus Terrakotta gegliedert, zum Tal zeigt sich ein Giebelrisalit mit einem Gitterbalkon, zur Straße zeigt sich ein kleiner Ehrenhof mit einem Gitterzaun zwischen Pfeilern. Mittig im Ehrenhof steht ein Marmorwandbrunnen mit Maskarons und Muschelschalen, welcher anfänglich ein Einzelbrunnen beim alten Burgtheater war und hierher übertragen wurde. Im Zentrum des Brunnens trug ein Pyramidenpfeiler eine Büste Kaiser Franz Josephs, bezeichnet mit Fossati 1917, 1917 von Karl Waißnix gestiftet, die Büste stand ehemals vor der Schule des Ortes und wurde um 1970 hierher übertragen.